# Németh Károly (politikus)
Németh Károly (Páka, 1922. december 14. – Budapest, 2008. március 12.) magyar kommunista politikus, 1987–1988 között az Elnöki Tanács elnöke.

## Politikai pályája
1945-ben tagja lett a Magyar Kommunista Pártnak (1948-tól a Magyar Dolgozók Pártja). 1954-től a Csongrád megyei pártbizottság első titkára volt. 1956-ban az abban az évben alakult MSZMP Központi Bizottságának póttagja, majd 1957-1988 között tagja volt. 1958-tól 1988-ig országgyűlési képviselő.
Németh Károly 1960–1962 között a Központi Bizottság mezőgazdasági osztályának vezetője, 1962–1965 és 1974–1985 között a KB titkára, 1965 és 1974 között a párt budapesti bizottságának első titkára. 1970–1989 között az MSZMP Politikai Bizottságának tagja.
A 80-as években Németh az MSZMP liberálisabb szárnyához tartozott, nagyobb nyitottságot szorgalmazott a párt átszervezése során. 1985 és 1987 között az MSZMP főtitkárhelyettese, Kádár János helyettese volt. Magyarország nehéz gazdasági helyzete miatt a 80-as évek végén több átszervezésre került sor, így Némethnek is fel kellett állnia, 1987-ben őt választották a Magyar Népköztársaság Elnöki Tanácsa elnökévé, a leköszönő Losonczi Pál utódjának. Ezt a beosztását 1988 júniusáig tartotta meg, ekkor visszavonult a politikai élettől, az Elnöki Tanács elnöki székében pedig Straub F. Brunó követte.

## Művei
- A szocialista mezőgazdaság fejlesztésének feladatai; Kossuth, Bp., 1964 (Az MSZMP Központi Bizottsága politikai akadémiája)
- Tettekkel, felelősséggel; Kossuth, Bp., 1974
- Országos Agitációs és Propaganda Tanácskozás. 1975. szeptember 29–október 1. A gazdasági építőmunka feladatai / Németh Károly; Kossuth, Bp., 1975
- A gazdasági építőmunka közvetlen és távlati feladatai. A Magyar Szocialista Munkáspárt Központi Bizottságának 1977. október 20-i és december 1-i ülésének dokumentumai; beszéd Németh Károly; szerk. Kovács Dóra; Kossuth, Bp., 1977
- A hosszú távú külgazdasági politika és a termelési szerkezet fejlesztése. A Magyar Szocialista Munkáspárt Központi Bizottságának 1977. október 20-i határozata; előadói beszéd Németh Károly; Kossuth, Bp., 1977
- A mezőgazdaság és az élelmiszeripar helyzete, továbbfejlesztésének feladatai. A Magyar Szocialista Munkáspárt Központi Bizottsága 1978. március 15-i ülésének dokumentumai; előadói beszéd Németh Károly; Kossuth, Bp., 1978
- A magasabb követelmények útján. Válogatott beszédek és cikkek. 1974–1979; Kossuth, Bp., 1979
- A Magyar Szocialista Munkáspárt negyedszázados tapasztalatai a pártegység erősítéséért folytatott küzdelemben; Kossuth, Bp., 1981
- Az MSZMP negyedszázados tapasztalatai a pártegység erősítéséért folytatott küzdelemben; Dabasi Ny., Bp., 1982
- A szakszervezeti munka fejlesztéséről, a párt feladatairól. A Magyar Szocialista Munkáspárt Központi Bizottsága 1983. október 12-i ülésének dokumentumai; előadói beszéd Németh Károly; Kossuth, Bp., 1983
- Az ifjúság helyzete és a párt feladatai. Elhangzott 1985. június 12-én; Kossuth, Bp., 1985
- Párt, társadalom, politika. Válogatott beszédek és cikkek, 1979–1985; Kossuth, Bp., 1986

## Egyéb irodalom
- Jónás Károly – Villám Judit: A Magyar Országgyűlés elnökei, 1848–2002. Almanach. Argumentum Kiadó, Budapest, 2002, ISBN 963-446-225-1

| Elődje: Losonczi Pál | A Magyar Népköztársaság Elnöki Tanácsának elnöke 1987–1988 | Utódja: Straub F. Brunó |